# Eerikulaid
Eerikulaid, estonský ostrov v průlivu Hari na východ od ostrova Hiiumaa v Baltském moři, leží 110 km jihozápadně od města Tallinn. Administrativně patří patří pod obec Pühalepa v kraji Hiiumaa.
Ostrov má rozlohu 0,034 km2. Je velmi plochý, nejvyšší místo se zvedá jen dva metry nad hladinu moře. Obvod ostrova činí 1,6 km.
Má kontinentální podnebí. Průměrná roční teplota je 6 °C. V měsíci nejteplejším (srpen) dosahuje průměrná teplota 18 °C, v nejstudenějším (leden) -6 °C.